# Jodelle Ferland
Jodelle Ferland (* 9. října 1994 Nanaimo) je kanadská herečka. Již od svých dvou let hrála v televizních reklamách a v roce 2000 poprvé hrála ve filmu (Mermaid). Za tento film byla nominována na Cenu Daytime Emmy. Později hrála v řadě dalších seriálů, mezi něž patří například Twilight sága: Zatmění (2010), Tajemný muž (2012) a The Unspoken (2015). Rovněž hrála v několika seriálech, například Dark Matter, Lovci duchů a Mistři hrůzy.